# Szávasz Theodorídisz
Szávasz Theodorídisz, görögül: Σάββας Θεοδωρίδης (Athén, 1935. február 18. – 2020. augusztus 27.) válogatott görög labdarúgó, kapus.

## Pályafutása

### Klubcsapatban
1953 és 1963 között az Olimbiakósz labdarúgója volt. Hat bajnoki címet és hét görögkupa-győzelmet ért el a csapattal.

### A válogatottban
1957 és 1960 között 12 alkalommal szerepelt a görög válogatottban. 

## Sikerei, díjai
Olimbiakósz
- Görög bajnokság
  - bajnok (6): 1953–54, 1954–55, 1955–56, 1956–57, 1957–58, 1958–59
- Görög kupa
  - győztes (7): 1954, 1957, 1958, 1959, 1960, 1961, 1963